# Список послов США в Казахстане
В статье представлен список послов США в Казахстане.

## Хронология дипломатических отношений
- 25 декабря 1991 года — США признали государственный суверенитет Республики Казахстан.
- 26 декабря 1991 года — установлены дипломатические отношения между Республикой Казахстан и Соединёнными Штатами Америки.
- 15 сентября 1992 года — открыто Посольство Соединённых Штатов Америки в Республике Казахстан.

## Дипломатические представительства в Казахстане
В Казахстане действуют следующие представительства Соединённых Штатов Америки:
- Посольство Соединённых Штатов Америки в Астане;
- Генеральное Консульство Соединённых Штатов Америки в Алма-Ате.

## Список послов
| Срок полномочий                   | Посол                  | Комментарии                  |
| --------------------------------- | ---------------------- | ---------------------------- |
| 11 августа 1992 — 1 июля 1995     | Уильям Харрисон Кортни |                              |
| 3 октября 1995 — 12 октября 1998  | А. Элизабет Джонс      |                              |
| 22 октября 1998 — 10 июня 2001    | Ричард Джонс           |                              |
| 3 августа 2001 — 7 июля 2004      | Ларри Нэппер           |                              |
| 12 мая 2004 — 10 сентября 2008    | Джон Ордвей            |                              |
| 10 сентября 2008 — 13 января 2011 | Ричард Хоугланд        |                              |
| 13 января 2011 — 5 июля 2011      | Джон Ордвей            | Временный поверенный в делах |
| 5 июля 2011 — сентябрь 2013       | Кеннет Фэйрфакс        |                              |
| 16 октября 2013 — 19 декабря 2014 | Джон Ордвей            | Временный поверенный в делах |
| 8 января 2015 — 17 сентября 2018  | Джордж Альберт Крол    |                              |
| 18 февраля 2019 — 25 октября 2021 | Уильям Мозер           |                              |
| 25 октября 2021 — 28 октября 2022 | Джуди Куо              | Временный поверенный в делах |
| 28 октября 2022 — 21 января 2025  | Дэниел Розенблюм       |                              |
| 21 января 2025 — н. в.            | Дебора Робинсон        | Временный поверенный в делах |